# Catalina Pérez Jaramillo
Catalina Pérez Jaramillo (Bogotá, 8 november 1994) is een voetbalspeelster uit Colombia. Ze speelt als doelverdediger voor RC Strasbourg in de Division 1.

## Clubcarrière
Catalina Pérez Jaramillo werd geboren in Bogotá, maar verhuisde op vierjarige leeftijd naar Boca Raton, Verenigde Staten. Hier begon ze met voetballen op juniorenniveau bij Boca Soccer Club. Nadat ze haar middelbare school had afgerond, ging Pérez Jaramillo bedrijfskunde studeren aan de University of Miami. Dit combineerde ze met voetballen bij The Hurricanes in de Atlantic Coast Conference tot 2016. In het seizoen 2014 liep ze tegen een kruisbandblessure waardoor ze dat jaar niet in actie kwam.
Van 2017 tot 2019 studeerde Pérez Jaramillo aan de Mississippi State University. Tegelijkertijd voetbalde ze voor het universiteitsteam the Bulldogs waarvoor ze tot 18 wedstrijden kwam in de Souteastern Conference. In 2019 en 2020 speelde Pérez Jaramillo voor New England Mutinity om vervolgens naar Europa te vertrekken.
Pérez Jaramillo verbond zich aan het Italiaanse ACF Fiorentina voor wie ze door de coronapandemie geen wedstrijd speelde in de tweede seizoenshelft van 2019/20. Het seizoen erna stapte Pérez Jaramillo over naar het nieuw opgerichte SSD Napoli waarvoor ze tien wedstrijden in actie kwam in de Serie A. Ze maakte haar debuut voor de club uit Napels in een Coppa Italia wedstrijd tegen US Città di Pontedera die met 1-0 werd gewonnen. Pérez Jaramillo vervolgde haar voetbalreis naar Spanje om voor Real Betis Sevilla te gaan spelen. Hier speelde ze drie wedstrijden in twee jaar. Na haar avontuur in Spanje keerde Pérez Jaramillo terug naar Zuid-Amerika om voor het Braziliaanse Avaí FC te gaan spelen in de Série A1.
Op 31 juli 2023 werd Pérez Jaramillo gecontracteerd door SV Werder Bremen, dat haar terughaalde naar Europa. Ze maakte haar debuut in de Bundesliga op 8 oktober 2023 in een uitwedstrijd bij SC Freiburg.
Op 13 augustus 2025 maakte Pérez Jaramillo de overstap naar het Franse RC Strasbourg.

## Statistieken
| Seizoen | Club               | Competitie       | Competitie | Competitie | Beker | Beker | Overig | Overig | Totaal | Totaal |
| Seizoen | Club               | Competitie       | Wed.       | Dlp.       | Wed.  | Dlp.  | Wed.   | Dlp.   | Wed.   | Dlp.   |
| ------- | ------------------ | ---------------- | ---------- | ---------- | ----- | ----- | ------ | ------ | ------ | ------ |
| 2019/20 | ACF Fiorentina     | Serie A          | 0          | 0          | 0     | 0     | 0      | 0      | 0      | 0      |
| 2020/21 | SSD Napoli         | Serie A          | 10         | 0          | 0     | 0     | 0      | 0      | 10     | 0      |
| 2021/22 | Real Betis Sevilla | Primera División | 3          | 0          | 1     | 0     | 0      | 0      | 4      | 0      |
| 2022/23 | Real Betis Sevilla | Primera División | 0          | 0          | 0     | 0     | 0      | 0      | 0      | 0      |
| 2023    | Avaí FC            | Série A1         | 7          | 0          | 0     | 0     | 0      | 0      | 7      | 0      |
| 2023/24 | SV Werder Bremen   | Bundesliga       | 2          | 0          | 1     | 0     | 0      | 0      | 3      | 0      |
| 2024/25 | SV Werder Bremen   | Bundesliga       | 0          | 0          | 0     | 0     | 0      | 0      | 0      | 0      |
| 2025/26 | RC Strasbourg      | Division 1       | 0          | 0          | 0     | 0     | 0      | 0      | 0      | 0      |
| Totaal  | Totaal             | Totaal           | 22         | 0          | 2     | 0     | 0      | 0      | 24     | 0      |

Bijgewerkt t/m 13 augustus 2025.

## Interlandcarrière
Catalina Pérez Jaramillo nam op vijftienjarige leeftijd deel aan het WK onder 20 - 2010. Een jaar later werd ze ook opgenomen in de selectie van Colombia voor het WK 2011. Pérez Jaramillo bleef alle wedstrijden op de bank.
Voor het WK 2015 werd Pérez Jaramillo opnieuw opgenomen in de selectie. In de achtste finale op het toernooi mocht Pérez Jaramillo haar opwachting maken nadat eerste keepster Sandra Sepúlveda na twee gele kaarten was geschorst tegen Verenigde Staten. In deze wedstrijd liep Pérez Jaramillo tegen een rode kaart aan nadat ze de doorgebroken Amerikaanse spits Alex Morgan neerhaalde. Zonder Pérez Jaramillo werd Colombia uitgeschakeld.
In 2023 werd Pérez Jaramillo opnieuw opgenomen in de selectie van Colombia voor het WK 2023. Op dit eindtoernooi fungeerde ze als eerste keepster. In een poule met Duitsland, Marokko en Zuid-Korea wist Colombia verrassend groepswinnaar te worden. Na een overwinning op Jamaica werd  Pérez Jaramillo met haar land uitgeschakeld in de kwartfinales tegen Engeland. Pérez Jaramillo keepte in alle vijf wedstrijden van Colombia op het eindtoernooi.
1 Peng ·
3 Janzen ·
5 Ulbrich ·
6 Wichmann ·
8 Weiß ·
9 Weidauer ·
10 Mahmoud ·
11 Sternad ·
13 Walkling ·
14 Brandenburg ·
15 Sehan ·
16 Bernhardt ·
17 Dahl ·
18 Hausicke ·
19 Matheis ·
20 Meyer ·
21 Hahn ·
22 Dieckmann ·
23 Németh ·
27 Lührßen ·
28 Wirtz ·
29 Kunkel ·
31 Etzold ·
32 Pettersen ·
33 Pérez Jaramillo ·
37 Dahms ·
39 Behrens ·
Coach: Horsch